# Gozdowo
Gozdowo è un comune rurale polacco del distretto di Sierpc, nel voivodato della Masovia.
Ricopre una superficie di 126,7 km² e nel 2004 contava 6 083 abitanti.